# 于雷 (文学家)
于雷（1924年—2010年），原名于纯厚，吉林省海龙县人，中国文学家、翻译家、诗人。

## 生平
1948年2月，参加革命，1948年10月，入东北师范大学国文系学习。曾先后在东北人民出版社、辽宁人民出版社、春风文艺出版社等单位工作，担任过创作员、编辑、编辑室主任、《春风译丛》副主编等职。曾任中国作家协会会员、中国翻译协会理事、中日文学研究会理事。编辑出版了几十部图书，主要有《让战魔发抖吧》、《日本当代短篇小说选》、《一分钟小说选》等。2010年去世。